# Boulevards des Maréchaux

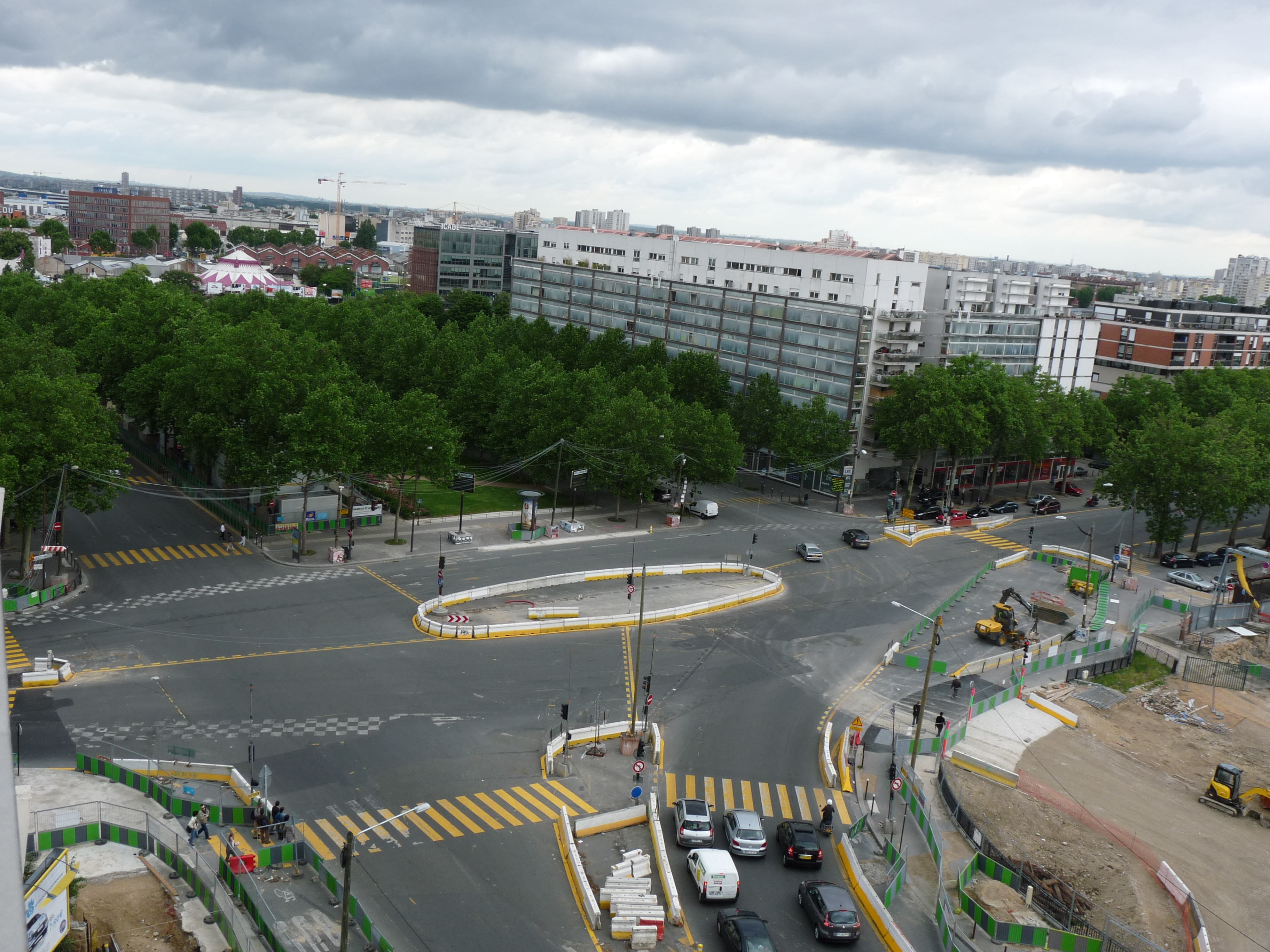
Blick auf den Boulevard MacDonald mit der Baustelle der neuen Tramlinie 3

Als Boulevards des Maréchaux (Boulevards der Marschälle) bezeichnet man die annähernd kreisförmige innere Verbindungsstraße, die seit den 1860er Jahren innerhalb der Thiersschen Stadtbefestigung von Paris entstand. Diese Ringstraße ersetzte die ehemalige Rue militaire, eine nur für die Armee zugängliche Verbindungsstraße, durch eine Abfolge von großzügigen, für die Allgemeinheit zugänglichen Boulevards. Benannt wurden die einzelnen Boulevards nach Marschällen der napoleonischen Armee. Diese Benennungspolitik war Teil der propagandistischen Strategie des Zweiten Französischen Kaiserreichs (Second Empire) unter Napoleon III. und sollte durch den Rückgriff auf die Marschälle von Napoleon I. die Popularität des Regimes stärken. Bruix, Jean Simon und Martial Valin, nach denen heute ebenfalls Abschnitte benannt sind, zählen allerdings nicht zu dieser Gruppe. Von den 26 Marschällen des Ersten Kaiserreichs haben nur 19 „ihren“ Abschnitt.

## Geschichte
Vorläufer der Boulevards des Maréchaux war die alte Militärstraße innerhalb des 1840–1845 durch Adolphe Thiers geschaffenen Befestigungsgürtels, die die einzelnen Pariser Stadttore miteinander verknüpfte. In durchschnittlich 150 m Entfernung stadtauswärts verläuft heute parallel die in den 1960er Jahren errichtete Ringautobahn des Boulevard périphérique.
Die Boulevards des Maréchaux sind dagegen keine Stadtautobahn, für sie gilt auch das normale Tempolimit von 50 km/h. In der ehemaligen Zone non aedificandi zwischen diesen Boulevards und der Ringautobahn wurden in der Zwischenkriegszeit viele Sozialbauten errichtet, auch Schulen und Gebäude für andere soziale Einrichtungen, zum Teil auch öffentliches Grün und die Cité Internationale Universitaire de Paris. 

### Ringlinie der Straßenbahn
Auf großen Teilen des Boulevards des Marechaux entstand ab 2004 die Linie 3 der Pariser Straßenbahn, die deshalb auch Tramway des Maréchaux genannt wird. Die Linie wurde 2006 mit einem ersten Abschnitt im Süden eröffnet, im Dezember 2012 wurde eine erhebliche Erweiterung im Osten und Norden bis zur Porte de la Chapelle in Betrieb genommen. Eine weitere Verlängerung bis zur Porte d'Asnières erfolgte 2018, die jüngste Verlängerung im Westen bis zur Porte Dauphine ging im April 2024 in Betrieb.

### Benachbarte Einrichtungen
In unmittelbarer Nachbarschaft des Ringboulevards findet man unter anderem
- Bois de Boulogne
- Bois de Vincennes
- Cité des sciences et de l’industrie
- Musée Marmottan
- Palais des Sports de la Porte de Versailles
- Parc André-Citroën
- Parc de la Butte du Chapeau-Rouge
- Parc des expositions de la porte de Versailles
- Parc Georges-Brassens
- Parc Kellermann
- Parc Montsouris
- Prinzenparkstadion